# Johantjärnarna (Laxsjö socken, Jämtland, 708594-143035)
Johantjärnarna är en sjö i Krokoms kommun i Jämtland och ingår i Indalsälvens huvudavrinningsområde.